# Ловецкий, Павел Феодосеевич

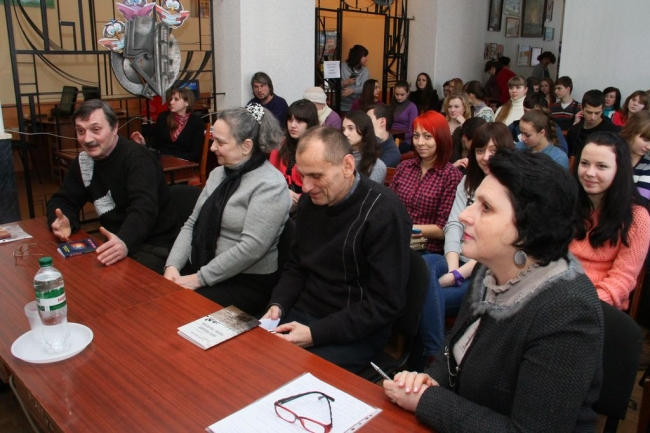
До 105-річчя від дня народження Павла Ловецького. Известный мелитопольский писатель Сергей Авдеенко, автор книги «Павло Ловецький: людина і письменник». Член Национального союза писателей Украины Олег Гончаренко.

Павел Феодосеевич Ловецкий  (1911—1975) — украинский советский писатель, краевед, путешественник. Жил в Мелитополе и возглавлял городское литературное объединение, которое теперь носит его имя.

## Биография
Родился 1 февраля 1911 года в селе Куцеволовка.
Подростком работал на конезаводах, позже работал ветврачом на Дальнем Востоке и Кавказе.
Был участником Великой Отечественной войны. Последние годы своей жизни жил в Мелитополе, работая ветврачом на железнодорожной станции.
С 1966 по 1975 год был председателем Мелитопольского городского литературного объединения. Член Союза писателей Украины.

Когда я начал писать свои рассказы, Павел Федосеевич уже был авторитетной величиной. Мы общались немного, всего полтора года до его смерти. Но, может быть, именно благодаря ему я стал писателем. В 1974 году я написал первый рассказ и не знал, кому его показать. Пришел в литературное общество, там собирались в основном поэты. Мой рассказ раскритиковали в пух и прах. А Ловецкий пригласил меня к себе, начал разбирать мое произведение, объяснил необходимость сюжета и подарил свою книгу с автографом. Тогда мне его рассказы не очень понравились, лишь со временем я их оценил.
Прошло время, и мне захотелось написать об этом человеке. Дело в том, что Ловецкого обвиняли в украинском национализме. Долгое время на него падала тень сестры, которая в годы войны была арестована якобы за сотрудничество с немцами, но после смерти Сталина была реабилитирована. Все время Павел находился под колпаком у КГБ, тем более, что и сам четыре с половиной месяца был в оккупации в Кисловодске. Я разговаривал с чекистом, который в своё время вел дело Ловецкого, и после этой беседы решил написать книгу. Он упомянул, как перед переименованием улицы Жданова в улицу имени Ловецкого в 1989 году сам звонил в горисполком со словами: «Что вы делаете? Могут ведь открыться новые неприглядные факты об этом человеке!» Тем не менее, когда я спросил этого бывшего сотрудника органов, есть ли у него факты, дискредитирующие Ловецкого, он ничего конкретного не смог ответить. Вот после этого я и захотел рассказать правду о Ловецком. К тому же, мелитопольцы ведь почти ничего о нём не знают, даже жители улицы его имени.
— Сергей Иванович Авдеенко
Умер 29 октября 1975 года в Мелитополе.
1 февраля 2010 года в Мелитополе представители общественности города отметили 100-летие со дня рождения писателя Павла Феодосеевича Ловецкого. Также было реконструировано и приведено в порядок место захоронения Павла Федосеевича Ловецкого.

## Литературные труды
Много писал о природе Мелитопольского края, рассказы стал писать когда ему шёл шестой десяток лет.
Издал девять книг, благодаря которым имя его стало широко известным на Украине.

## Память
- Мелитопольское литературное общество носит имя Павла Ловецкого.
- Сергей Иванович Авдеенко написал книгу «Павло Ловецький: людина і письменник», за которую получил грамоту от рук Городского головы Дмитрия Сычева.
- В 1989 году улица Жданова в Мелитополе была переименована в улицу Павла Ловецкого, а в 2001 году его именем был назван и соседний переулок[3].
- В сентябре 2013 года Павел Ловецкий стал одним из 6 знаменитых мелитопольцев, чьи портреты были установлены на сити-лайтах на улицах города к 229-летию основания Мелитополя[4].

## Критика
Олесь Гончар назвал Павла Ловецкого «украинским Арсеньевым», а поэт Максим Рыльский, получивший от Ловецкого в подарок книгу, отправил ему в ответ свой сборник с надписью: "Спасибо вам за ваши книги… «сердечно написанные и интересные книги!»

## Образование
- 1931 — Новочеркасский ветеринарный техникум
- 1940 — Биологический факультет института.